# آلفردو سیووچی
آلفردو سیووچی (ایتالیایی: Alfredo Sivocci; ۴ ژانویهٔ ۱۸۹۱ – ۱۰ ژوئیهٔ ۱۹۸۰) دوچرخه‌سوار اهل ایتالیا بود.